# Donja Jurkovica
Donja Jurkovica (en serbio: Доња Јурковица) es una aldea de la municipalidad de Gradiška, Republika Srpska, Bosnia y Herzegovina.
Se encuentra incluida administrativamente en el consejo comunal de Jurkovica junto a Gornja Jurkovica; Srednja Jurkovica y Šaškinovci.

## Población
| Composición de la Población - Aldea de Donja Jurkovica | Composición de la Población - Aldea de Donja Jurkovica | Composición de la Población - Aldea de Donja Jurkovica | Composición de la Población - Aldea de Donja Jurkovica | Composición de la Población - Aldea de Donja Jurkovica |
| ------------------------------------------------------ | ------------------------------------------------------ | ------------------------------------------------------ | ------------------------------------------------------ | ------------------------------------------------------ |
|                                                        | 2013                                                   | 1991                                                   | 1981                                                   | 1971                                                   |
| Total                                                  | 151                                                    | 205 (100%)                                             | 240 (100%)                                             | 258 (100%)                                             |
| Varones                                                | 75 (50,33%)                                            | -                                                      | -                                                      | -                                                      |
| Mujeres                                                | 76 (49,67%)                                            | -                                                      | -                                                      | -                                                      |
| Serbios                                                | 149 (98,68%)                                           | 202 (98,54%)                                           | 230 (95,83%)                                           | 258 (100%)                                             |
| Croatas                                                | -                                                      | 1 (0,49%)                                              | 1 (0,42%)                                              | -                                                      |
| Bosniacos                                              | -                                                      | -                                                      | -                                                      | -                                                      |
| Eslovenos                                              | -                                                      | -                                                      | -                                                      | -                                                      |
| Musulmanes                                             | -                                                      | -                                                      | -                                                      | -                                                      |
| Montenegrinos                                          | -                                                      | -                                                      | -                                                      | -                                                      |
| Macedonios                                             | -                                                      | -                                                      | -                                                      | -                                                      |
| Gitanos                                                | -                                                      | -                                                      | -                                                      | -                                                      |
| Albaneses                                              | -                                                      | -                                                      | -                                                      | -                                                      |
| Ukranianos                                             | 1                                                      | -                                                      | -                                                      | -                                                      |
| Yugoslavos                                             | -                                                      | 2 (0,98%)                                              | 5 (2,08%)                                              | -                                                      |
| Otros                                                  | -                                                      | -                                                      | 4 (1,67%)                                              | -                                                      |
| Sin declarar                                           | -                                                      | -                                                      | -                                                      | -                                                      |
| Desconocidos                                           | 1                                                      | -                                                      | -                                                      | -                                                      |